# Commanderij van Pitzemburg

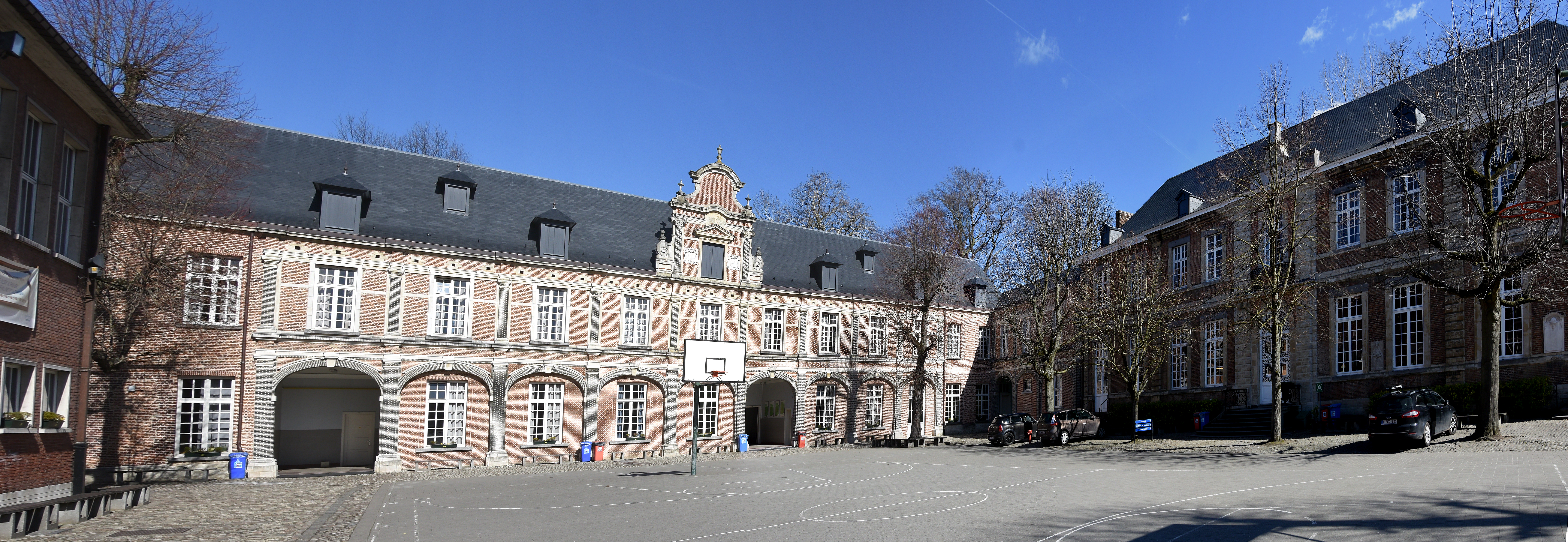
Commanderij van Pitzemburg

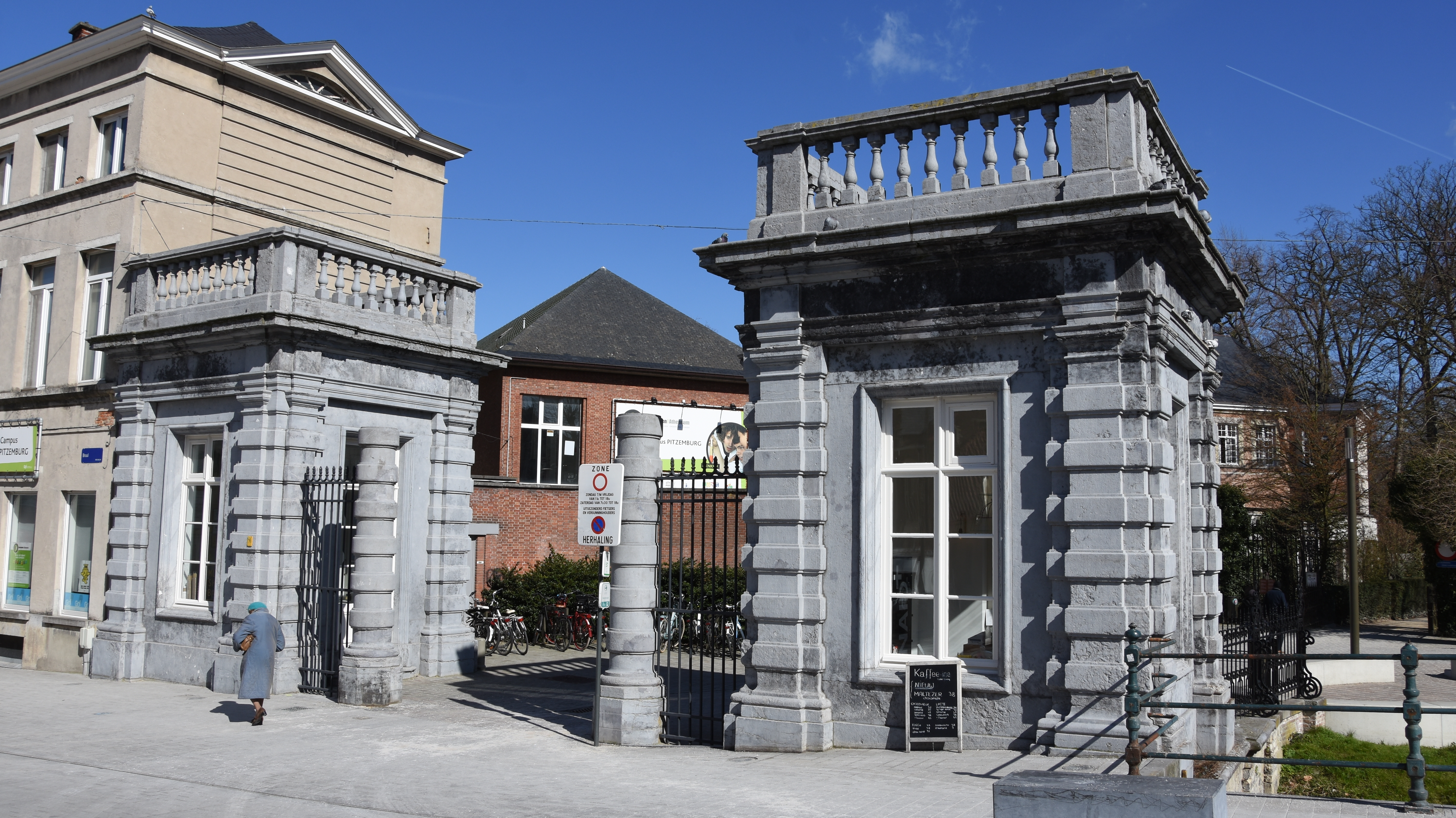
Het poortgebouw van de commanderij van Pitzemburg

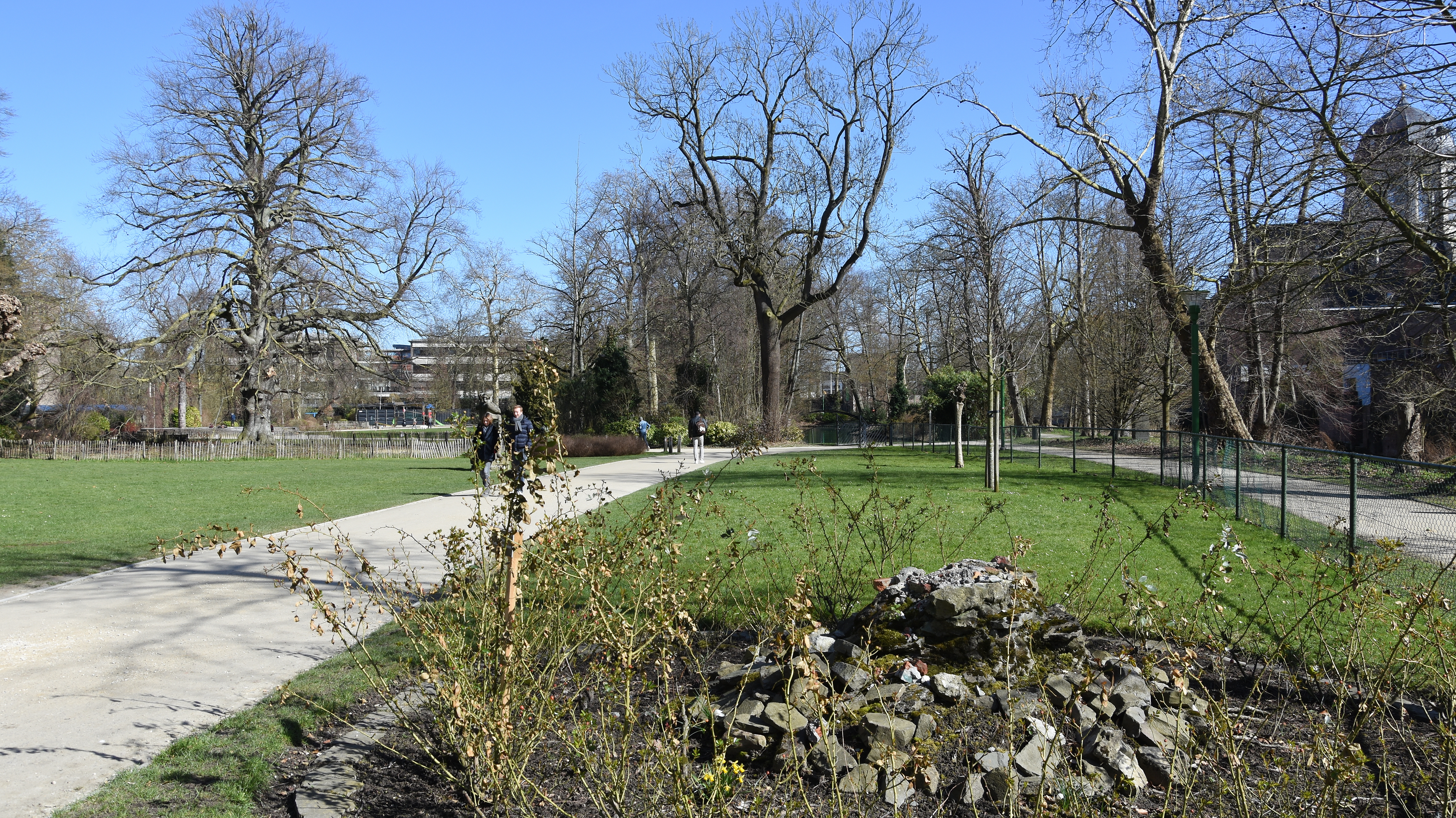
Kruidtuin van de commanderij van Pitzemburg

De Commanderij van Pitzemburg was een commanderij in de Belgische stad Mechelen. De commanderij werd rond 1200 gesticht door de "Orde der Hospitaalridders van Onze-Lieve-Vrouw der Duitsen in Jeruzalem" (Duitse Orde), ontstaan in de twaalfde eeuw tijdens de kruistochten in Palestina. De grootmeester bestuurde de verschillende landcommanderijen vanuit het Slot Mariënburg (Malbork) in Pruisen. Pizemburg werd bestuurd vanaf de commanderij van Koblenz.

## Historiek
In 1220 schonk de familie Berthout een perceel aan de commanderij, vlak bij de Fonteinbrug. Van de eerste bouwactiviteiten is niets bekend. Een gravure uit 1580 toont een pand met binnenplaats en kapel, omgeven door de Dijle en twee vlieten. Een poortgebouw, opgetrokken in 1664 in blauwe steen stond in verbinding met de kapel, een ontwerp van Lucas Fayd'herbe.
In de huidige gemeente Putte kwamen de ridders van Pitzemburg samen om te jagen. Het plaisancehuis, nu beter bekend als het Oude Gemeentehuis in Putte werd hiervoor gebouwd.
Tijdens de Franse tijd in België werd Pitzemburg in 1794 aangeslagen en verkocht als nationaal goed. In 1822 werd de kapel opgekocht en volledig gesloopt. De Stad Mechelen kocht al het overige in 1827 aan. Het barokke voormalige woonpand van de Orde werd vanaf 1832 gebruikt voor stedelijk onderwijs. Met materiaal van het in 1836 afgebroken poortgebouw liet ze er twee ingangspaviljoentjes bouwen en een paar korte zuilen neerpoten. De school werd in 1881 staatsbezit en omgevormd tot het Koninklijk Atheneum Pitzemburg, het huidige Busleyden Atheneum | Campus Pitzemburg.

## De kruidtuin
De kruidtuin diende sinds de middeleeuwen als tuin voor de Commanderij van Pitzemburg. Na de afschaffing van de ridderorde legde men in de negentiende eeuw een Engelse landschapstuin aan voor de leden van de elitaire Société Royale d'Horticulture. Het standbeeld van Rembert Dodoens is in 1862 gemaakt door Jozef Tuerlinckx. Na de Eerste Wereldoorlog werd het een openbaar park.

## Bron
- Infofiche Onroerend Erfgoed België